# 扬·马萨里克
扬·马萨里克（捷克語：Jan Masaryk，1886年9月14日—1948年3月10日），男，布拉格人，捷克斯洛伐克外交官，政治家。无党派人士。捷首任总统托马斯·马萨里克的儿子。

## 生平
1886年生。父亲是托马斯·马萨里克。早年在语法学校读书，后来在美国留学与工作。1913年回国，在加利西亚的奥匈帝国军队服役。1925年被派往捷克驻英使馆。1937年父亲去世。1938年，慕尼黑协定将捷克苏台德地区割让给德国，他表示抗议，放弃了职务，短暂逃亡美国。
第二次世界大战初期，扬·马萨里克在BBC向捷克人民发表了一系列抵抗演说。1940年在伦敦加入了捷克总统爱德华·贝奈斯组织的流亡政府，担任外交部长。
1941年7月18日，扬·马萨里克代表捷克斯洛伐克共和国流亡政府，在伦敦与苏联驻英全权代表伊万·麦斯基签订了《苏维埃社会主义共和国联盟和捷克斯洛伐克共和国协定》（苏捷协定）。
1948年2月，捷克斯洛伐克发生政变，捷克斯洛伐克共产党在苏联红军的支持下开始执政。扬·马萨里克在新政府中仍然出任外交部长，是仅有的2名无党派人士之一（另一位是国防部长斯沃博达）。
1948年3月10日，人们在扬·马萨里克的住宅窗下发现了他的尸体。他只穿着睡衣，平躺在切宁宫公务员住宅浴室窗户下的地面上。

## 死因成谜

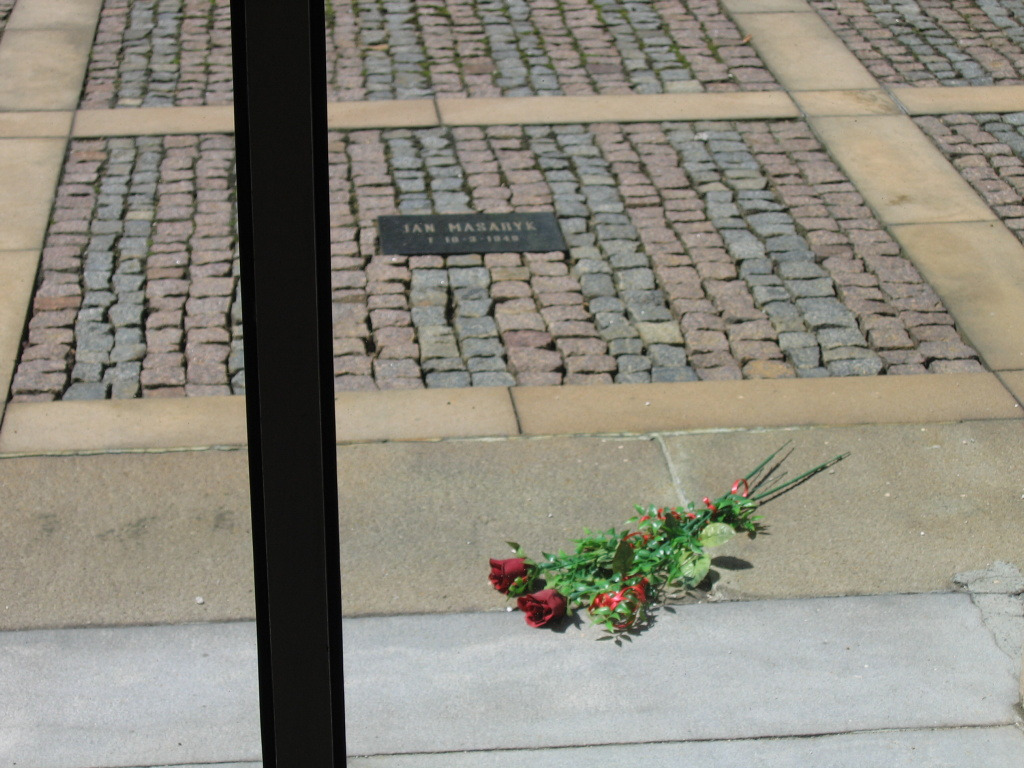
切宁宫马萨里克的坠落地点，如今摆放着纪念的鲜花

扬·马萨里克的死讯公布后，官方的说法是自杀（可能是内心崩溃，以及无力应付自己的问题）。这种说法自然遭到了一些人士的质疑。他们认为马萨里克是被苏联内务部警察谋杀的。导火索可能是马萨里克支持加入马歇尔计划，反对苏联对捷克的控制。因此又称此案是第三次布拉格拋窗事件。
1968年布拉格之春后，官方对其死因进行了第二次调查，最终结论是“意外事故”，但不排除谋杀的可能。1989年天鹅绒革命后，过渡政府又进行了第三次调查，这一次则认为是一场精心策划的谋杀案。一位俄罗斯记者证实了这一结果，他母亲知道这件事是苏联情报人员幹的。2006年，叛逃美国的前羅馬尼亞秘密警察扬·米哈伊·帕切帕披露，罗共领导人尼古拉·齐奥塞斯库曾经告诉过他克里姆林宫的领导人暗杀计划，其中就有扬·马萨里克的名字。
由于以上均是间接证据，因此扬·马萨里克死亡事件至今仍然是未解之谜。